# Écarteur

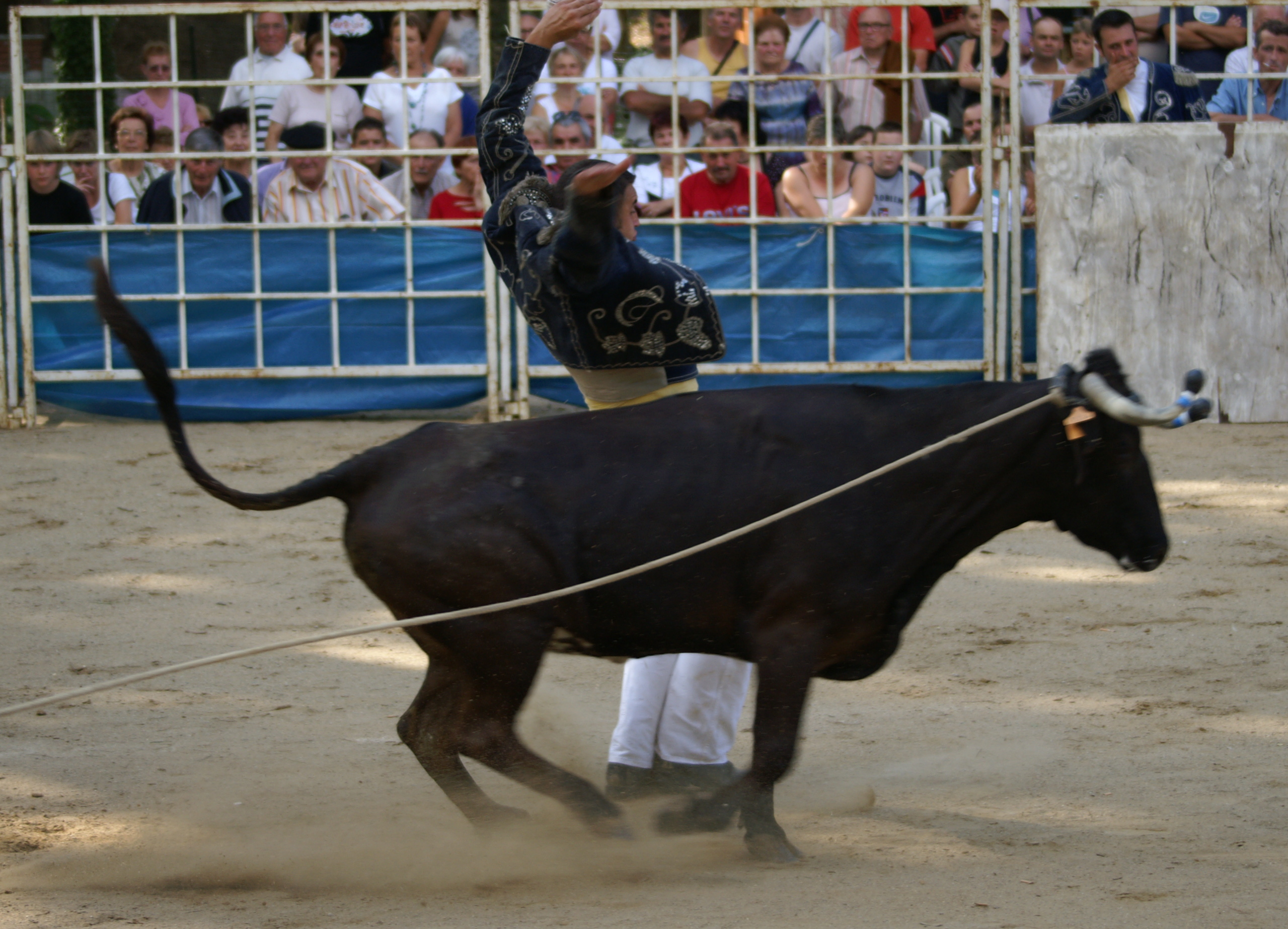
Un écarteur en action.

L'écarteur (en gascon, escartur), est, avec le sauteur, un des deux toreros de la course landaise (ou coursayre en gascon). Il affronte la « coursière », vache de course landaise, en réalisant des écarts.

## Présentation
L’écart serait pour la première fois exécuté par Cizos en 1850. L'écarteur affronte la vache depuis le centre de la piste de l'arène, d'où il l'appelle pour provoquer sa charge. Au moment où la vache fonce sur lui et donne un coup de tête pour l'atteindre de ses cornes, il l'esquive d'un écart qui laisse passer l'animal au creux de ses lombaires. L'écarteur prend soin de perdre le moins de terrain possible par rapport à la charge.
À l'extrémité de l'arène, généralement face à la présidence, réunissant jury et commentateur, l'entraîneur, depuis le refuge, place la vache et attire son attention vers l'écarteur, qui l'appelle et la provoque. Le second, placé derrière l'écarteur, a pour rôle d'attirer l'animal à lui quand l'écart est effectué.

### Les écarts
Il existe deux formes d'écart :
L'écart sur la feinte
L'écarteur attend l'animal de pied ferme, les bras croisés sur la poitrine. À l'approche de la vache, il la dupe pour la diriger vers le côté opposé d'où il compte sortir. Pour cela, il avance et incline légèrement le buste dans une direction, orientant ainsi la charge de l'animal et tourne au dernier moment dans la direction opposée.
L'écart sur le saut
Il est le plus difficile à réaliser et le plus apprécié du public et du jury. Quand la vache n'est plus qu'à quelques mètres de lui, l'écarteur fait un saut à pieds joints tout en avançant légèrement une jambe, celle du côté opposé d'où il compte tourner, pour orienter la charge de l'animal dans cette direction. Au moment où ses pieds touchent terre et que la vache donne son coup de tête, l'écarteur doit pivoter sur le pied resté en arrière pour s'écarter, tout en creusant le bas du dos pour laisser passer le corps de l'animal.
Si cette stratégie échoue, c'est alors la tumade (du gascon tum, qui veut dire « choc »), c'est-à-dire un coup porté par la vache à l'homme. La cause peut être double : soit l'écarteur n'a pas été assez rapide, ou bien il n'a pas laissé suffisamment de place à l'animal, qui le voit et le prend avec ses cornes et le projette violemment au sol.

### Évaluation
En compétition (course de challenge et concours landais), toutes les figures sont notées par un jury assisté d'un comptabilisateur et d'un assesseur. Chaque figure est notée selon la présentation de l'écarteur, l'attaque, le dessin de l'écart et la finition, mais également le risque consenti, la valeur de la vache, l'élégance et le style. L'écart est noté de 1 à 5 points ou de 1 à 7 s'il est réalisé du côté de la corde (écart en dedans) : il est effet dangereux puisque le cordier ne peut plus intervenir sur la corde.
Chaque sortie de coursière comporte huit écarts comptant pour la compétition. Le jury accorde des points à toutes les figures qui entrent dans le calcul des résultats individuels ou collectifs. Une touche de plein fouet est notée 1 point sur un écart extérieur, 2 points sur un écart intérieur. Une chute est notée 1,5 point si elle est causée par une patte avant de la vache et 2 points par une patte arrière (on ajoutera 1 point à ces notes sur un écart intérieur).

## Galerie
Écarteurs

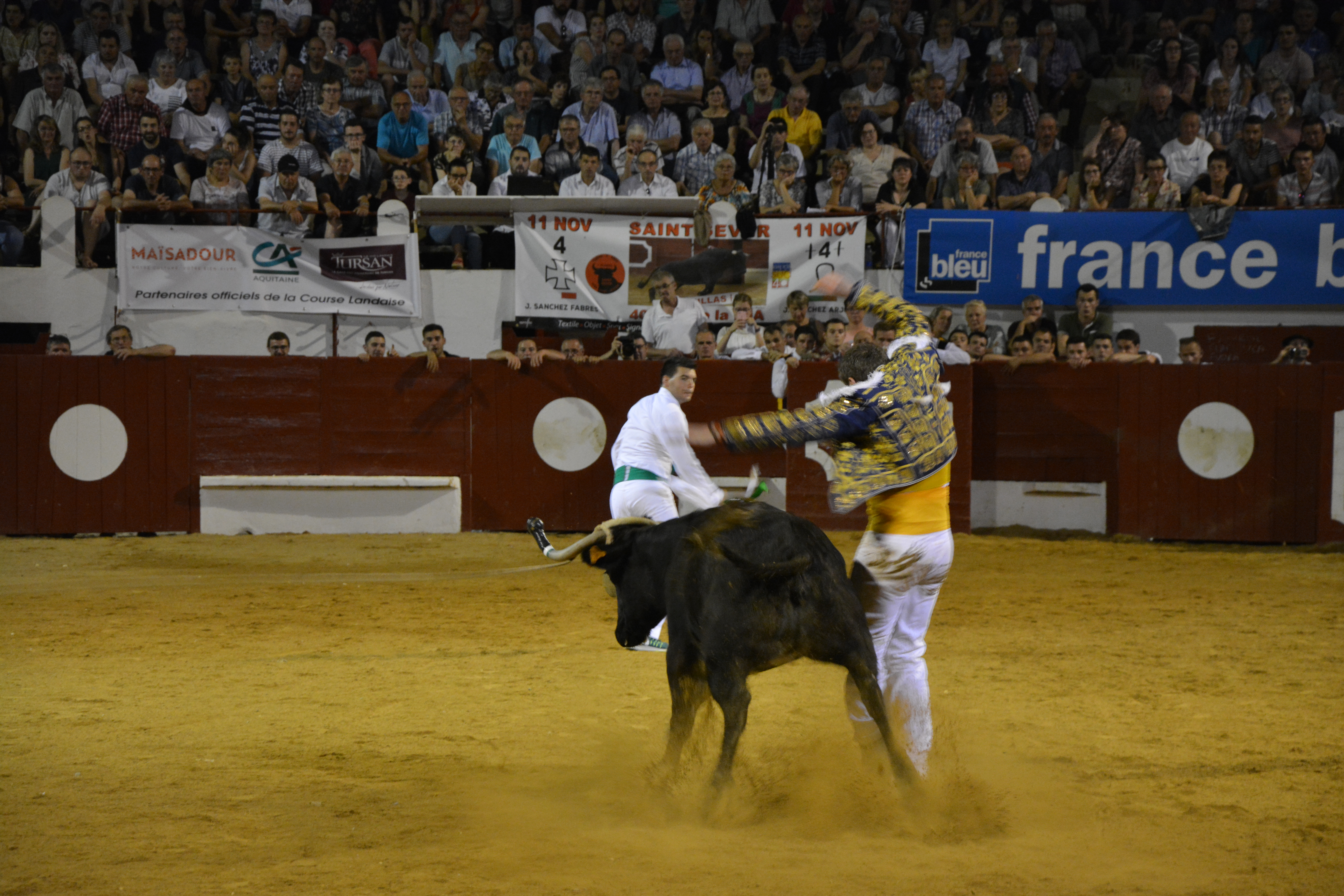
Écarteur dans les arènes de Morlanne
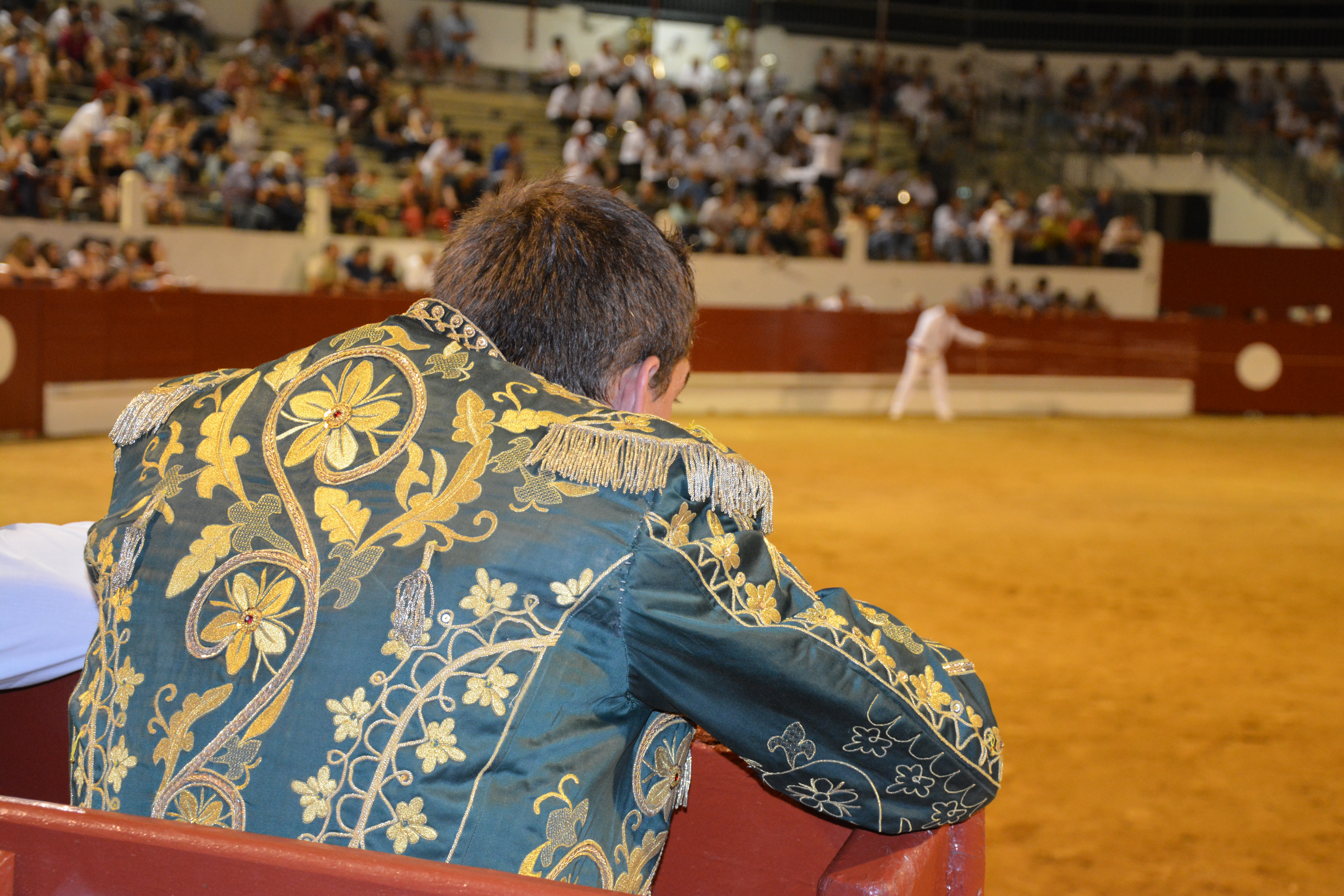
Écarteur en attente dans les arènes de Morlanne.

Écarteurs stylisés

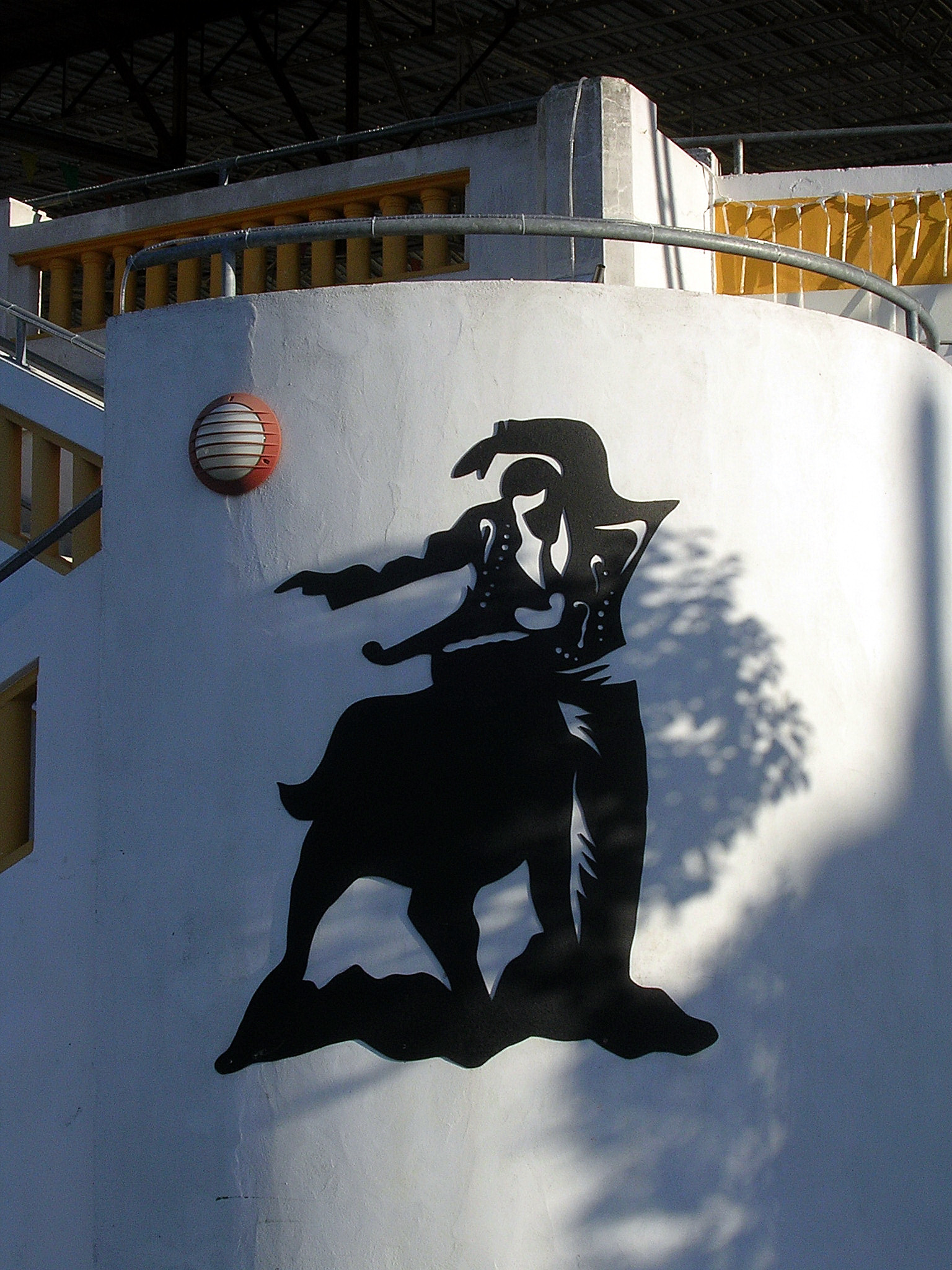
Écarteur stylisé à l'entrée des arènes de Pomarez
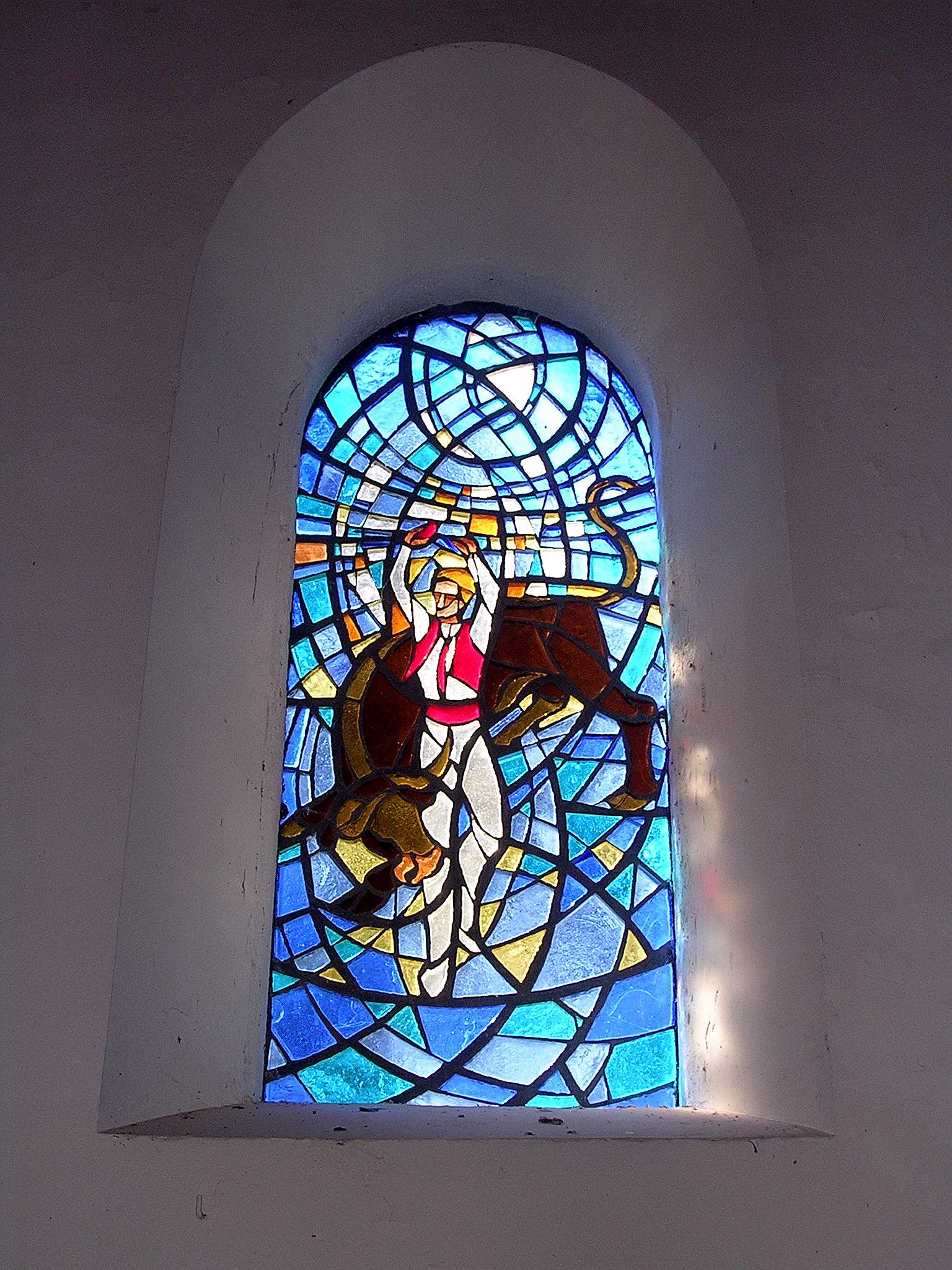
Vitrail figurant un écarteur, à Notre-Dame-de-la-Course landaise